# Jardines Victoria Embankment
Los  Jardines Victoria Embankment son una serie de jardines situados en la orilla norte del  río Támesis entre Blackfriars Bridge y Westminster Bridge en Londres.

## Historia
Entre 1865 y 1870 Joseph Bazelgette construyó el terraplén norte y su alcantarillado. Se decidió utilizar el terreno recuperado para la construcción de unos jardines, cuyo inicio de obras data de 1874. Se situaron en la parte interna de la carretera denominada Victoria Embankment. Fueron creadas cuatro secciones: el Jardín del Temple situado en el este, el jardín principal situado hacia el oeste (Originalmente fue conocido como los jardines Adelphi), y otras dos secciones, situadas al sur del recodo del Támesis. Los jardines se encuentran actualmente bajo administración de la Ciudad de Westminster.

## Características
Los jardines están totalmente cercados debido a que existen unos estrictos horarios de apertura. Abren al público a las 07:30 durante todo el año, cerrando a las 16:30 durante los meses más fríos. Durante la época estival cierran a las  21:30.  Poseen caminos de grava, y a los lados se sitúan diversos monumentos conmemorativos.  La parte de los jardines más próxima al río está flanqueada por una serie de árboles de una notable antigüedad. Los empleados que trabajan en establecimientos cercanos al recinto suelen tomar su almuerzo en los bancos de este jardín.

## Estatuas
En la sección del Temple se encuentran las estatuas de Isambard Kingdom Brunel y John Stuart Mill. La sección principal posee memoriales en honor a  Arthur Sullivan, Robbie Burns, Wilfrid Lawson, Wilfred Lawson, Robert Raikes y al Cuerpo Imperial de Camellos. La sección sur del recinto posee memoriales en honor a James Outram, General Gordon, Lord Trenchard, y a Orde Wingate.
Aunque no se trata de una estatua, hay un reloj de sol realizado en acero inoxidable en el jardín anexo al Palacio Savoy, dedicado a Richard D'Oyly Carte.

## Otras instalaciones
En el Jardín Principal hay una cafetería abierta exclusivamente durante los meses más calurosos, y un escenario en el que se realizan conciertos durante los meses de junio y julio.